# يوسف الدخيل
يوسف الدخيل هو مُمثل ومُقدّم برامج سعودي. سطع نجمه في مواقع التواصل الاجتماعي واليوتيوب خصوصاً. من أبرز أعماله على اليوتيوب حلول أبو حمد والمشاركة الخامسة وبرنامج شفاف ويشلك وغيرها. أما على مستوى التلفزيون، مثل في مسلسل «كت»، و«مسلسل العاصوف». كما في فيلم الرسوم المتحركة مسامير.

## وصلات خارجية
- يوسف الدخيل على تويتر
- يوسف الدخيل على إنستغرام